# لوكيت (يونكس)
لوكيت أو locate هو أمر من أوامر لينكس، يستخدم للبحث عن الملفات داخل النظام أو داخل القرص الصلب، وهو يبحث في قاعدة بيانات يولدها الأمر updatedb أو برنامج عفريت، يعمل في الخلفية. الأمر locate أسرع من الأمر find لكنه يعتمد على قاعدة البيانات التي تحتاج التحديث بانتظام. ظهر الأمر لأول مرة في 1982. وإصدارات BSD وGNU Findutils مشتقة من التطبيق الأصلي للأمر.